# Sphagnum cuculliforme
Sphagnum cuculliforme är en bladmossart som beskrevs av H. Crum 1987. Sphagnum cuculliforme ingår i släktet vitmossor, och familjen Sphagnaceae. Inga underarter finns listade i Catalogue of Life.